# 浅井愛宕神社
浅井愛宕神社（あさいあたごじんじゃ）は、岩手県奥州市江刺藤里にある神社。旧社格は村社。日本各地に数ある愛宕神社の一つであり、「浅井智福愛宕神社」とも呼ばれる。木造兜跋毘沙門天立像は国の重要文化財に指定されている。

## 歴史
祭神は軻遇突智命（かぐつちのみこと）。伝承によれば808年（大同3年）創建。1875年（明治8年）の神仏分離令により「毘沙門堂」を「愛宕神社」に改称し、旧藤里村の村社となった。堂内には多くの文化財を有する。

## 文化財

### 重要文化財
- 木造兜跋毘沙門天立像

像高175cm、木造、トチ材一木造り、荒彫り。天冠台上正面に冠飾を施す。左手は屈臂して宝塔を掲げ、右手は屈臂し鉾をとる。腰を左に捻り、両足をやや開いて立つ。 地天は木造、荒彫りで素地を表し、髪を左右に振り分け、正面、両手掌を仰いで、毘沙門天の両足を支える。丸刀を横に使った装飾的な彫り方は類例の少なく、貴重。1959年（昭和34年）12月18日、重要文化財に指定された。

### 有形文化財（県指定）
- 智福毘沙門堂

桁行7.72m、梁7.68m、向拝の出1.75m。2間四面、方3間。棟札より再建年は1692年（元禄5年）。中央1間四方を母屋として一段高く天井を張る。海老紅梁、向拝紅梁、かえる股等の装飾から地方色が強く見られる。
- 木造十一面観音立像、毘沙門天立像、吉祥天立像、善賦師童子立像

木造十一面観音立像は平安時代後期の製作となる等身の菩薩像であり、中尊寺の影響を受けたと考えられる。他の三像は県内でも最古の違例と思われ、毘沙門天は鉈彫りが珍しい鎌倉時代の作で、吉祥天も同時代の作と推定される。1963年12月24日、県から有形文化財に指定された。

## 現地情報
所在地
- 岩手県奥州市江刺藤里智福39

交通アクセス
- 東北新幹線水沢江刺駅より車30分

駐車場
- あり